# Víctor Quirola
Víctor Manuel Quirola Maldonado (Zaruma, 27 de abril de 1941 - 30 de mayo de 2023, Santo Domingo) fue un agricultor y político ecuatoriano.

## Biografía
Nació el 27 de abril de 1941 en Zaruma, provincia de El Oro. Durante su adolescencia se mudó junto a su familia a Guayaquil, donde posteriormente conoció a su esposa.
A principios de la década de los 60, visitó la parroquia de Santo Domingo y decidió establecerse en la zona. Durante sus primeros años se dedicó a la agricultura e impulsó la creación de consorcios agrícolas y cooperativas de vivienda. Su principal actividad agrícola fue la siembra de palma aceitera, convirtiéndose eventualmente en presidente de la Asociación Nacional de Cultivadores de Palma africana.

## Vida política
Decidió entrar a la política luego de obtener recursos al vender un pequeño diario llamado "La Tribuna", que había fundado años atrás. Para las elecciones seccionales de 1984, obtuvo una curul como concejal cantonal de Santo Domingo, en la alcaldía de Dario Kanyat. En la misma administración, después de que el presidente del Comité por la Provincialización de Santo Domingo renunciara por problemas de salud, asumió el cargo en ese entonces, a posteridad, estaría relacionado con otros comités para la provincialización, hasta 2007, que se provincializó Santo Domingo. En las elecciones seccionales de Ecuador de 1988 fue derrotado por Leonardo López, quien es el primer santodomingueño, de los dos, junto a Verónica Zurita, que han ejercido la alcaldía.
Incursionó por el partido Frente Radical Alfarista (FRA). Entre 1990 y 1992 ocupó con este partido, una curul de diputado provincial alterno.
Fue elegido consejero provincial de Pichincha para el periodo 1992-1996, siendo nombrado vicepresidente del consejo provincial en 1995. En 1996, luego de la salida del prefecto Federico Pérez Intriago, quien renunció para participar como candidato a la alcaldía de Quito, asumió la prefectura de Pichincha.
Entre 2001 y 2003 fue jefe político de Santo Domingo.
En 2010 fue nombrado gobernador de la provincia de Santo Domingo de los Tsáchilas por el presidente Rafael Correa. Un año después renunció al cargo aseverando que había fallado en su intento de unir a las diversas instituciones provinciales para su trabajo conjunto.

### Alcaldía de Santo Domingo
Para las elecciones seccionales de 2014 se presentó como candidato a la alcaldía de Santo Domingo por la alianza entre el partido Avanza y el movimiento Sociedad Unida Más Acción, imponiéndose con el 44% de la votación ante la entonces alcaldesa Verónica Zurita, quien obtuvo el 37%. Sin embargo, a finales de 2015 anunció su desafiliación de Avanza, alegando que el partido había tomado una posición en extremo antagónica contra el presidente Rafael Correa, a quien Quirola ratificó su apoyo.
Entre las obras más notorias de su alcaldía, se cuenta la construcción del mercado municipal, ubicado en el centro de la urbe, y que requirió el asfaltado y mantenimiento de calles aledañas.
Para las elecciones seccionales de 2019 intentó ser reelecto como alcalde, pero fue derrotado por Wilson Erazo.